# Spathius fuscipennis
Spathius fuscipennis är en stekelart som beskrevs av William Harris Ashmead 1905. Spathius fuscipennis ingår i släktet Spathius och familjen bracksteklar. Utöver nominatformen finns också underarten S. f. procne.